# Derschawino (Kaliningrad)
Derschawino (russisch Державино, deutsch Groß Laßeningken, 1936–1938 Groß Lascheningken, 1938–1939 Groß Laschnicken, 1939–1945 Laschnicken, litauisch Lašininkkai) ist ein Ort in der russischen Oblast Kaliningrad. Er gehört zur kommunalen Selbstverwaltungseinheit Stadtkreis Tschernjachowsk im Rajon Tschernjachowsk.

## Geographische Lage
Derschawino liegt 14 Kilometer westlich der Stadt Tschernjachowsk (Insterburg) an der Kommunalstraße 27K-060 von Kamenskoje (Saalau) über Sowchosnoje (Sterkeninken/Starkenicken) nach Dowatorowka (Zwion, auch: Leipeningken/Georgental) führt. Die nächste Bahnstation ist Pastuchowo-Nowoje, (die vor 1945 Groß Bubainen bzw. Waldhausen hieß) an der Bahnstrecke Kaliningrad–Tschernyschewskoje, einem Teilstück der einstigen Preußischen Ostbahn.

## Geschichte
Das in deutscher Zeit zuletzt Laschnicken genannte Dorf wurde 1361, damals noch Probistorf genannt, gegründet. Am 11. März 1874 wurde der Ort als Amtsdorf namensgebend für einen neu errichteten Amtsbezirk im Kreis Insterburg und Regierungsbezirk Gumbinnen der preußischen Provinz Ostpreußen. Der Amtsbezirk bestand aus den drei Landgemeinden Groß Laßeningken, Klein Laßeningken (russisch: Sablino, heute nicht mehr existent) und Wirtkallen (1938–1946 Wirtberg, russisch: Polikarpowo, auch nicht mehr existent), wurde aber bereits vor 1892 aufgelöst und in den Amtsbezirk Saalau (heute russisch: Kamenskoje) überführt.
Im Jahre 1910 waren in Groß Laßeningken 628 Einwohner registriert. Ihre Zahl stieg bis 1933 auf 554. Am 17. September 1936 wurde der Ort in „Groß Lascheningken“ umbenannt, und am 3. Juni 1938 (mit Genehmigung vom 16. Juli 1938) in Groß Laschnicken. Als sich am 1. April 1939 die Gemeinden Klein Laschnicken und Groß Laschnicken zusammenschlossen, wurde die „neue“ Gemeinde nur noch „Laschnicken“ genannt. Hier lebten 1939 insgesamt 639 Einwohner.
In Kriegsfolge kam der Ort 1945 mit dem nördlichen Ostpreußen zur Sowjetunion, wo Groß Lascheningken 1947 (nach dem russischen Dichter Gawriil Romanowitsch Derschawin) in „Derschawino“ umbenannt wurde (der Ortsteil Klein Lascheningken hieß ab 1950 „Sablino“). Gleichzeitig wurde der Ort in den Dorfsowjet Kamenski selski Sowet im Rajon Tschernjachowsk eingeordnet. Von 2008 bis 2015 gehörte Datschnoje zur Landgemeinde Kamenskoje selskoje posselenije und seither zum Stadtkreis Tschernjachowsk.

## Kirche
Groß Lascheningken bzw. Laschnicken war aufgrund seiner mehrheitlich evangelischen Einwohnerschaft bis 1945 in das Kirchspiel der Kirche Saalau (heute russisch: Kamenskoje) eingepfarrt. Das gehörte zum Kirchenkreis Insterburg in der Kirchenprovinz Ostpreußen der Kirche der Altpreußischen Union. Heute liegt Derschawino im Einzugsbereich der neu entstandenen evangelisch-lutherischen Pfarrgemeinde in Tschernjachowsk (Insterburg), deren Geistliche zuständig sind für die Kirchenregion Insterburg, die der Propstei Kaliningrad in der Evangelisch-lutherischen Kirche Europäische Russland  eingegliedert ist. 